# Vigevano (stacja kolejowa)
Vigevano (wł. Stazione di Vigevano) – stacja kolejowa w Abbiategrasso, w prowincji Pawia, w regionie Lombardia, we Włoszech. Znajduje się na linii Mediolan – Mortara.
Według klasyfikacji RFI stacja ma kategorię srebrną.

## Historia
Stacja została otwarta 24 sierpnia 1854 wraz z linią do Mortary. Obsługiwało tę krótką linię, aż do 17 stycznia 1870, kiedy Società per le Ferrovie dell'Alta Italia ukończyła linię do stacji Milano Centrale.
Budynek pasażerski został zniszczony w czasie II wojny światowej, a później odbudowany.
W 1965 roku linia przechodząca przez stację została zelektryfikowana napięciem stałym 3 kV.

## Linie kolejowe
- Mediolan – Mortara

## Infrastruktura
Stacja nie posiada przejście podziemnego, a ruch między peronami odbywa się w poziomie torów. Na stacji znajdują się dwa tory, które obsługują ruch pasażerski. Istniał jeszcze tor 3, który został rozebrany w 2013 roku.

## Ruch pociągów
Stacja jest obsługiwana przez pociągi regionalne Trenord na odcinku Mediolan-Mortara co godzinę. W godzinach szczytu, niektóre pociągi są przedłużone z Mortaty w Alessandrii.